# Omid Majdani
Omid Majdani Shabestari (persisch امید مجدانی شبستری; * 1971 in Teheran, Iran) ist ein deutscher HNO-Arzt und Professor.

## Leben
Omid Majdani ist der Sohn des iranischen Generals a. D. Jamshid Majdani Shabestari und dessen Ehefrau Akhtar Varzandeh Shabestrai, Lehrerin und Schneiderin. Er besuchte von 1977 bis 1980 die Don-Bosco-Schule in Teheran, dann bis 1982 die Sahel-Grundschule und anschließend bis 1985 in Teheran die Andisheh-Oberschule. Im Juni 1985 kam er nach Berlin und schloss dort am Schiller-Gymnasium Berlin 1991 seine schulische Ausbildung ab.
Er studierte von 1991 bis 1994 Medizin an der Friedrich-Alexander-Universität Erlangen-Nürnberg bis zum Physikum und 1. Staatsexamen und dann an der Freien Universität Berlin (FU Berlin), heutige Charité Universitätsmedizin Berlin, bis zum 2. Staatsexamen im August 1997. Am 5. Dezember 1998 legte er das United States Medical Licensing Examination Stufe 1 ab und bereits zuvor am 8. Oktober das 3. Staatsexamen mit der Note „sehr gut“. Die praktischen Jahre absolvierte er von Oktober 1997 bis Januar 1998 am Universitätsklinikum Benjamin Franklin in der Abteilung Mund-, Kiefer- und Gesichts-Chirurgie sowie plastische Chirurgie, danach von Februar 1998 bis Februar 1998 in der Herz- und Thorax-Chirurgie sowie der Traumatologie an der Yale University, von März bis Mai 1998 in der Allgemeinchirurgie und Kopf-, Hals-Chirurgie an der University of California, von Juni bis September 1988 im St. Joseph-Krankenhaus Tempelhof in der Abteilung Innere Medizin. Als Arzt im Praktikum war er tätig von Dezember 1998 bis Ende Juni 1999 in der Abteilung Allgemein-, Visceral-, Wiederherstellungs- und Gefäßchirurgie der Schlosspark-Klinik, von Juli 1999 bis Ende Mai 2000 an der Klinik für Hals-, Nasen- und Ohrenheilkunde, Kopf- und Halschirurgie der Medizinischen Hochschule Hannover (MHH) und dort ab Juni 2000 als Assistenzarzt tätig. 2002 wurde er mit der Arbeit aus dem Institut für Pathologie im Universitätsklinikum Benjamin Franklin Zur Struktur des knöchernen Implantatlagers nach Morphometriebioptischer und autoptischer Fälle an der FU Berlin promoviert.
Von 2004 bis 2007 war er Oberarzt an der MHH, Klinik für Hals-, Nasen-Ohrenheilkunde. Mit dem Thema Realisierung einer navigationsgeführten und robotergestützten Cochlear Implantat Operation auf FdVCT-Datenbasis habilitierte er sich 2010. Von 2010 bis 2012 war er Geschäftsführender Oberarzt an der HNO-Klinik der MHH. Von 2012 bis 2016 war Leitender Oberarzt der HNO-Klinik der MHH. Seit 2016 ist er Chefarzt der HNO-Klinik am Klinikum Wolfsburg.
Majdani ist Mitglied der Deutschen Gesellschaft für Hals-Nasen-Ohren-Heilkunde, Kopf- und Hals-Chirurgie, der Deutschen Gesellschaft für Audiologie, der Norddeutschen Gesellschaft für Hals-Nasen-Ohrenheilkunde, der CURAC (Deutsche Gesellschaft für Computer und Roboterassistierte Chirurgie; dort Mitglied im Wissenschaftlichen Beirat), der European Society of Pediatric Otolaryngology (ESPO) sowie Mitglied und stellvertretender Vorsitzender des Beirates „Intelligente Implantate“ der VDE-VDI (im Auftrag des BMBF).

## Auszeichnungen
- 2003: Posterpreis der Gesellschaft für Schädelbasischirurgie, Gießen
- 2007: Gewinner des Innovationswettbewerbes Medizintechnik des Bundesministeriums für Bildung und Forschung (BMBF) mit dem Projekt „Cochlearimplantat Versorgung – Resthörerhaltende, minimal-traumatische Cochlear-Implantat-Versorgung durch steuerbare Formgedächtnis-Elektroden“[7]

## Schriften (Auswahl)
- O. Majdani, Th. Rau, T. Ortmaier, T. Lenarz: Ear, nose and throat surgery. In: Robotic Surgery: Applications and Advances. March 2013, S. 60–72. doi:10.2217/ebo.12.510
- U. Lahiri, R. F. Labadie, C. Liu, O. Majdani, N. Sarkar: A Step Towards Characterization of Surgical Actions Involved in Mastoidectomy. In: R. Tiwari, A. Shukla, eds. Intelligent Medical Technologies and Biomedical Engineering: Tools and Applications. IGI Global, 2010, ISBN 978-1-61520-977-4, Chapter 5, S. 100–121.
- R. Heermann, O. Majdani, M. Leinung, T. Lenarz: Navigierte Chirurgie der Schädelbasis –Aktuelle Möglichkeiten und zukünftige Entwicklungen. In: W. Deinsberger, D. K. Böker (Hrsg.): Schädelbasischirurgie: Robotik, Neuronavigation, vordere Schädelgrube. Springer Verlag, Berlin 2004, ISBN 3-211-22324-X, S. 33–38.
- R. Heermann, O. Majdani, Th. Lenarz: Computergestützte Navigation im Kopf-Hals-Bereich. In: E. Biesinger, H. Iro (Hrsg.): HNO-Praxis heute. 22, Springer-Verlag, Berlin / Heidelberg 2002, Kapitel 7, S. 130–154.
- O. Majdani, M. Leinung, I. Hemmanouil, P. R. Issing, R. Heermann: Intraoperative Visualisierung von Bild- und Messdaten bei Navigationsgestützten Operationen. In: G. F. Walter, A. Brandis (Hrsg.): Erkrankungen der Schädelbasis: Therapieoptimierung durch interdisziplinäres Management. Einhorn-Presse-Verlag, Reinbek 2002, ISBN 3-88756-506-1, S. 132–136.
- R. Heermann, P. R. Issing, O. Majdani, B. Schwab, K. F. Mack, T. Lenarz: Computerassistierte Chirurgie der lateralen Schädelbasis, aktuelle Möglichkeiten und zukünftige Entwicklungen. In: F. Bootz, G. Strauß (Hrsg.): Die Chirurgie der lateralen Schädelbasis. Springer-Verlag, Berlin 2002, ISBN 3-540-42698-1, S. 122–127.

Quelle ResearchGate: